# Irish League 1900/1901
Jedenáctý ročník Irish League (1. irské fotbalové ligy) se konal za účasti šesti klubů. Titul získal již potřetí v klubové historii Lisburn Distillery FC.